# Paseo de los Solares
Paseo de los Solares är en ort i Mexiko.   Den ligger i kommunen San Agustín Tlaxiaca och delstaten Hidalgo, i den sydöstra delen av landet, 90 km norr om huvudstaden Mexico City. Paseo de los Solares ligger 2 441 meter över havet och antalet invånare är 255.
Terrängen runt Paseo de los Solares är kuperad åt nordväst, men åt sydost är den platt. Runt Paseo de los Solares är det tätbefolkat, med 982 invånare per kvadratkilometer. Närmaste större samhälle är Pachuca de Soto, 9,3 km öster om Paseo de los Solares. Omgivningarna runt Paseo de los Solares är i huvudsak ett öppet busklandskap.